# Over
"Over" é o segundo single do primeiro álbum de estúdio da atriz e cantora norte-americana Lindsay Lohan, intitulado Speak (álbum de Lindsay Lohan). Foi lançado em 23 de dezembro de 2004, e embora não tenha entrado na Billboard Hot 100, atingiu a 1ª posição no Bubbling Under Hot 100 Singles, e a 39ª posição no Mainstream Top 40. "Over" recebeu críticas positivas de críticos musicais, que chamaram a música de "cativante" e elogiaram a performance vocal de Lohan, também alcançou um sucesso comercial moderado em todo o mundo, alcançando as trinta primeiras posições na Austrália, Irlanda e Reino Unido.

## Videoclipe
O videoclipe foi gravado por Jake Nava, que dirigiu Rumors anteriormente, e foi bastante influenciado pelo filme Beleza Americana. O vídeo começa com Lindsay andando pelo subúrbio, quando vê seu namorado na janela da casa dele. De repente, o pai de seu namorado aparece e fecha a janela para que os dois não se vejam. Lindsay entra em sua casa e olha para janela do seu quarto e vê seu namorado do outro lado.
Lindsay e seu namorado saem escondidos para um esconderijo secreto, onde começam a namorar. Mais tarde, Lindsay vai com o seu namorado para uma festa. Mais quando o pai do seu namorado descobre que ele está com a Lindsay, vai a festa e impede que os dois fiquem juntos. Mais tarde, o namorado da Lindsay aparece em sua casa dizendo para ela fugir com ele. Eles entram em um carro com alguns amigos. De repente o pai do garoto aparece e o joga agressivamente no chão. Lindsay sai chorando e seu namorado a diz que eles não podem mais ficar juntos.

## Divulgação
Para promover o single, Lohan participou do Sessions@AOL em 2 de dezembro de 2004, onde apresentou o single e falou sobre o Speak. Sua primeira apresentação na televisão foi no Good Morning America, quatro dias depois, como parte da série de concertos Women Rule, onde ela cantou "Over" e "Rumors". Lindsay foi acusada pela mídia de usar playback enquanto cantava, pois sua boca não estava se movendo durante a apresentação. A assessora Kim Jakwerth, da Casablanca Records, divulgou na mídia que: "Sim, na primeira música havia o uso de playback, porém não foi usado na segunda música." Além dessas apresentações, ela cantou no The Ellen DeGeneres Show em 16 de dezembro. Em janeiro de 2005, cantou "Over" e "Speak" no Live@Launch do Yahoo, onde também deu uma entrevista.

## Desempenho nos Charts
| Chart (2004)                             | Posição |
| ---------------------------------------- | ------- |
| Billboard Bubbling Under Hot 100 Singles | 1       |
| Billboard Mainstream Top 40              | 39      |
| Reino Unido Official Charts Company      | 27      |
| Austrália ARIA                           | 27      |
| Alemanha Official German Charts          | 40      |
| European Hot 100 Singles                 | 76      |
| Irlanda IRMA                             | 19      |
| Áustria Ö3 Austria Top 40                | 49      |
| Suíça Schweizer Hitparade                | 52      |